# 哨船町
哨船町，台灣日治時期高雄市之行政區，取自「哨船頭」之舊名，約等於今鼓山區哨船頭里。

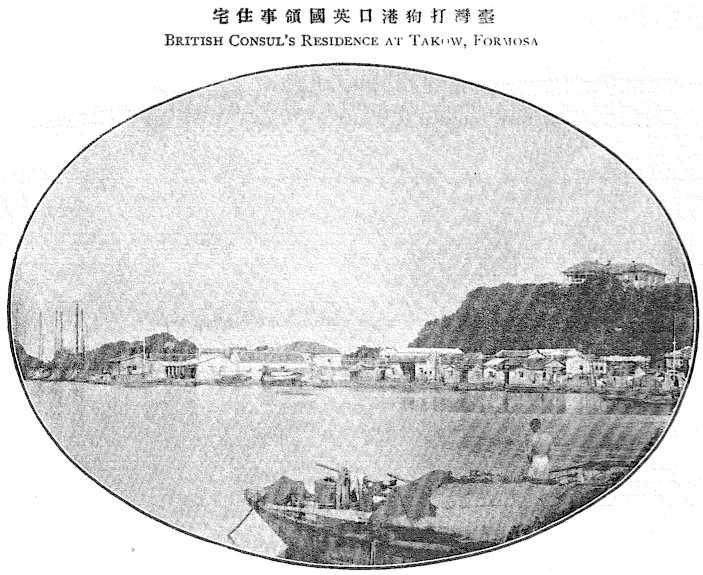
約1897年的哨船頭

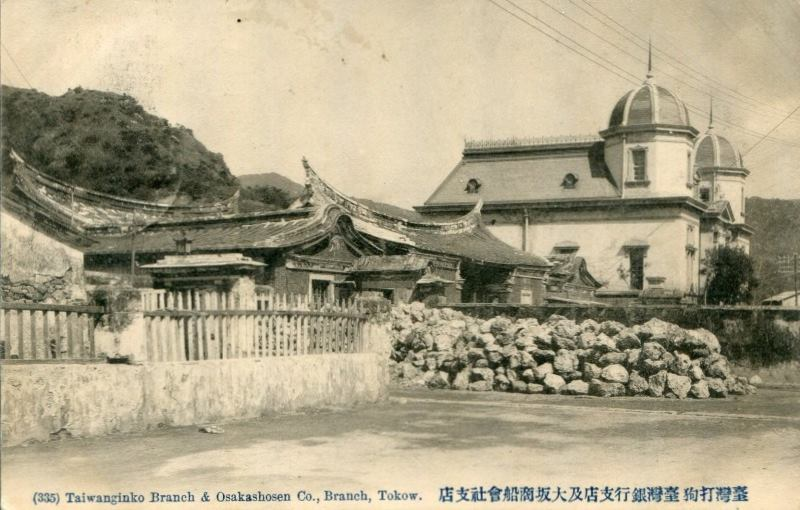
高雄州港務部（原臺灣銀行打狗支店）

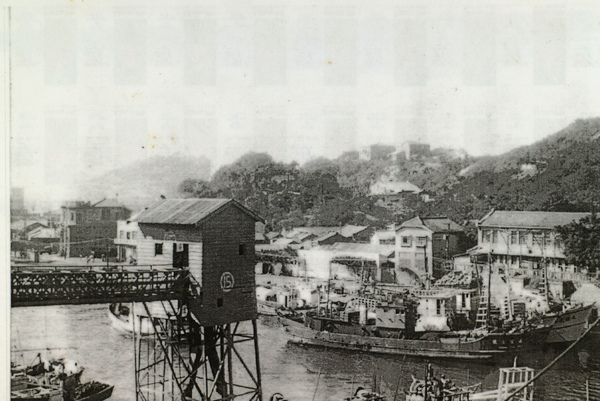
戰後的鼓山漁港，右側建築為水產會漁業者住宅

## 歷史沿革
- 哨船頭沿運河至打狗山麓一帶的海埔新生地，為打狗首席鉅商古賀三千人獨資所創設「古賀組」，配合打狗港第二期築港工程，於1912年完成約1,500坪填築地，作為新市街用地。
- 1912年由「台灣地所建物株式會社」所完成2,590坪填築地，加上1927年該市街用地由高雄州配合國庫經費，加以拓寬整建，沿運河護岸之道路亦加寬至9公尺，以利交通；道路後方之市街用地則建設為漁民住宅及宿舍，構成後來的哨船町。

## 機構與設施
- 高雄州港務部（原臺灣銀行打狗支店[2]）設於此町[3]。

- 高雄水產試驗所（原打狗英國領事館）

- 高雄海洋觀測所（原打狗英國領事館官邸）

- 打狗港港口信號管制所（原雄鎮北門）[4]

- 打狗港浚渫事務所[4]

- 打狗鐵道俱樂部與附屬海水浴場 [4]

- 高雄魚市場構內惠比須祠[5]

- 水產會漁業者住宅[6]

- 料亭江之島（江ノ島）[7]

- 莊銘耀宅（原打狗海關稅務司公館）[8]

## 廟宇
- 開臺福德宮
- 靈興殿

## 當地名人
- 張仰清：清治時期打狗怡記洋行的華人買辦，曾加入台南三郊，也在北台灣淡水一帶從事鴉片與樟腦交易[9]
- 張仲護：張仰清之後代，開設仲護商行[10]，妻子陳聘為陳中和之長女
- 國分直一：考古學、民俗學及民族學學者
- 後藤俊：畫家，曾入選第八、九回臺展，第一、三、五、六回府展 [11]

- 莊銘耀：中華民國海軍二級上將
- 莊銘燦：棒球選手，莊銘耀之堂兄弟